# Seconda battaglia di Fort Sumter
La Seconda Battaglia di Fort Sumter fu combattuta tra il 7 e l'8 settembre 1863 nella Contea di Charleston. Il generale della confederazione Pierre Gustave Toutant de Beauregard, che aveva comandato le difese di Charleston e conquistato Fort Sumter durante la Battaglia di Fort Sumter, era al comando generale delle truppe.

## Battaglia
Le forze dell'Unione, capeggiate dal generale Quincy Adams Gillmore tentarono di riconquistare la fortezza alla foce del porto. Gli artiglieri dell'Unione preso di mira il forte con le loro batterie. Dopo un forte bombardamento, Beauregard sospettava un attacco da parte di tutta la fanteria, ma solo 320 fanti con alcuni cannoni attaccarono le forze della Confederazione. Gillmore aveva ridotto Fort Sumter a un cumulo di macerie, ma la bandiera confederata sventolava ancora sulle rovine.